# Eduardo Pardo de Guevara y Valdés
Eduardo Pardo de Guevara y Valdés (Ponteceso, Bergantiños, província de La Corunya, 14 de setembre de 1952) és un historiador i professor universitari gallec.

## Trajectòria
Va estudiar a Guadalajara i Jaén i es va doctorar el 1984 en Història Medieval per la Universitat Complutense de Madrid (UCM), on va exercir la docència universitària en la càtedra de Paleografia i Diplomàtica. El 1988 va ingressar per oposició al CSIC.
És professor d'investigació del Consell Superior d'Investigacions Científiques. Anteriorment havia exercit com a científic titular a la Institució Milà i Fontanals de Barcelona (1988-1990) i a l'Instituto de Historia de Madrid (1990-1994). És director de l'Instituto de Estudios Gallegos Padre Sarmiento (IEGPS) des del 1994, i coordinador institucional del CSIC a Galícia des del febrer del 2012. També ha estat responsable de la Secció de Patrimoni Històric del Consello da Cultura Galega i vicepresident de la Comissió d'Heràldica de la Junta de Galícia, vicepresident de la Confederació Iberoamericana de Genealogia i Heràldica, i membre de la Reial Acadèmia Matritense d'Heràldica i Genealogía. Des del 1993 és acadèmic corresponent de la Reial Acadèmia de la Història, per la província de Lugo, essent, des del 2009, vicepresident del "Comité Español de Ciències Históricas", amb seu oficial en aquest organisme.
En la seva condició d'historiador, ha dirigit el Diccionario biográfico de la Galicia de los Trastámara i el Corpus de epigrafía, heráldica y escultura funeraria medieval de Galicia (Siglos XIII-XVI). És, a més, director de la revista Cuadernos de Estudios Gallegos i de les seves dues sèries, Anejos i Monografías, així com de la col·lecció Galicia Histórica, que edita la Fundació Pedro Barrié de la Maza. Entre la seva obra escrita es troba una dotzena de llibres i capítols de llibres i col·laboracions en volums col·lectius, i compta també amb més d'un centenar d'articles i estudis monogràfics, i més mig centenar de pròlegs i estudis introductoris.